# 聖母子と髭のない聖ヨセフ

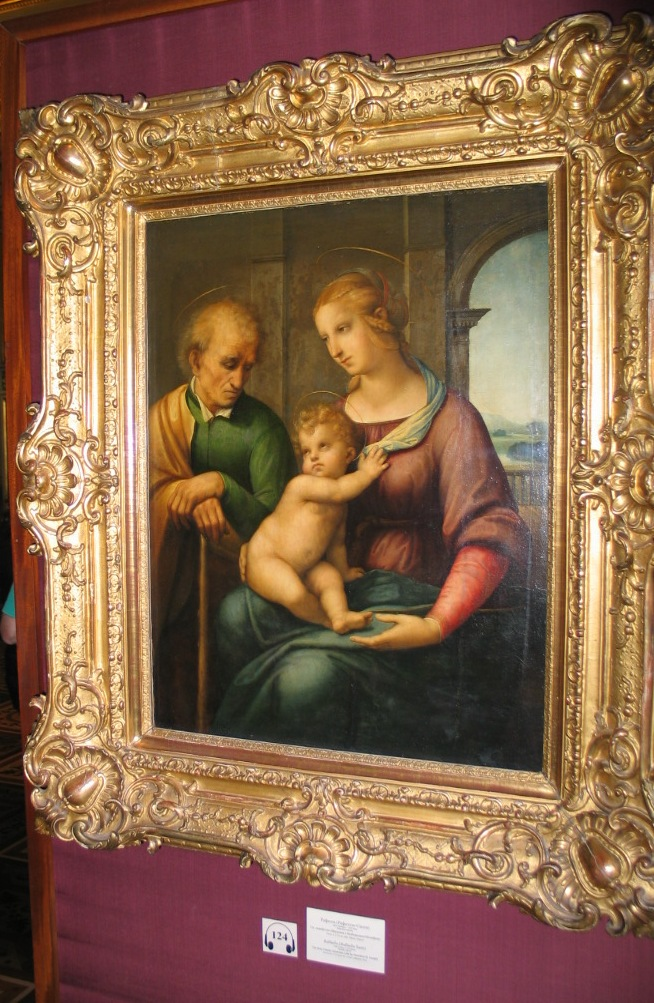
エルミタージュ美術館での展示と額縁。

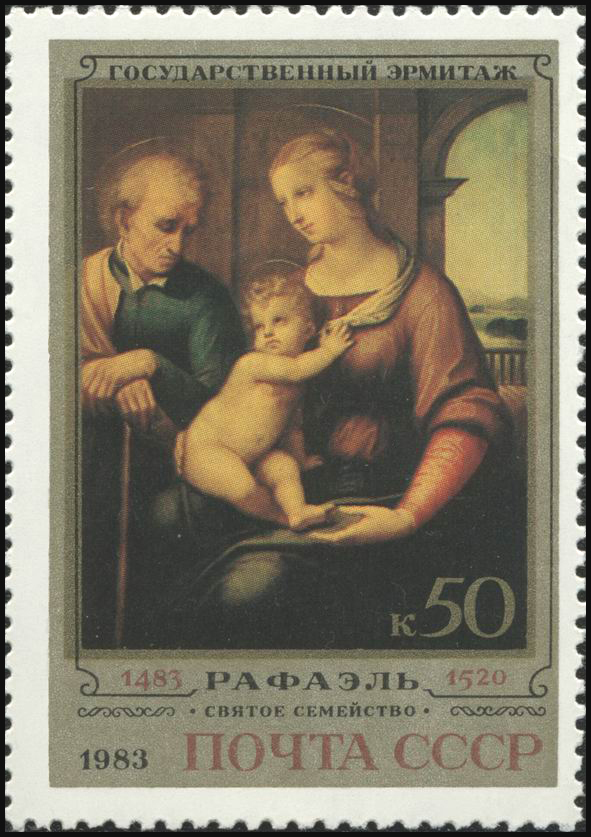
旧ソ連時代の1983年に発行された切手。

『聖母子と髭のない聖ヨセフ』（せいぼしとひげのないせいヨセフ、伊: Sacra Famiglia con san Giuseppe imberbe, 露: Мадонна с безбородым Иосифом, 英: Madonna with Beardless St. Joseph）と呼ばれる『聖家族』は、盛期ルネサンスのイタリアの巨匠ラファエロ・サンツィオが1506年から1507年に制作した絵画である。油彩。ラファエロのフィレンツェ時代の作品で、おそらくウルビーノ公爵グイドバルド・ダ・モンテフェルトロのために制作された。滑らかな線、調和のとれた色彩とその組み合わせ、簡潔な構成は記念碑的で崇高な感覚を生み出し、人物像を形作る柔らかなキアロスクーロはレオナルド・ダ・ヴィンチの影響を示している。パリのアングレーム公爵シャルル・ド・ブルボン、ピエール・クロザのコレクションを経たのち、ロシア皇帝エカチェリーナ2世に購入されてロシアに渡った。現在はサンクトペテルブルクのエルミタージュ美術館に所蔵されている。

## 作品
ラファエロは室内で幼児キリストを抱きかかえる聖母マリアとその隣で杖を突く聖ヨセフを描いている。ねじれたポーズのキリストを画面の中央に配置しながら聖母とともに三角形の構図を作り出し、画面左に聖ヨセフを配置している。ラファエロは3人をそれぞれ異なる心理で描き、組み合わせている。年老いた聖ヨセフは垂直に突いた杖に両手を重ね、悲しみの感情をともなう表情でキリストを見つめているが、これに対してキリストは受難を恐れない高邁な精神の宿った視線で聖ヨセフを見上げている。典雅な顔立ちの聖母は物思いに耽っている。画面右にはアーチ状の開口部があり、遠景に湖畔の風景が描かれている。様式的には1504年から1508年頃に制作された一連の作品に近い。聖母の片手がキリストの臀部を支え、キリストの手が聖母の胸に触れるモチーフはパラティーナ美術館の『大公の聖母』（Madonna del Granduca）やワシントンのナショナル・ギャラリーの『カウパーの小聖母』（Small Cowper Madonna）から引き継いでおり、聖母の頭部から左手に至るおおらかな曲線は同時期のコンデ美術館の『オルレアンの聖母』（Orléans Madonna）やスコットランド国立美術館の『ブリッジウォーターの聖母』（Bridgewater Madonna）に左右反転した形で現れている。しかし本作品では『オルレアンの聖母』に比べて幾何学的構成が重視され、聖母の姿勢や表情は硬く、加えて背景の片蓋柱の垂直線が画面を分割し、静止的秩序を形成している。またキリストと聖ヨセフの描写は同じくスコットランド国立美術館の『棗椰子のある聖家族』（The Holy Family With a Palm Tree）に似ている。
エルミタージュ美術館が実施した科学的調査はラファエロが最初に描いた下絵の存在を明らかにした。ラファエロはスポルヴェロ技法を使用してカルトンの下絵を転写しているが、これはカルトンの原寸大の線に沿って小さな穴をあけていき、そこから顔料を付着させることで転写するという技法である。聖ヨセフは下絵と比較するといくつかの変更が加えられていることが分かる。聖ヨセフの容貌はより明確で、頬骨はより角張り、頭部に髪はほとんどなかった。聖ヨセフの左手の指の形や長さも変更されている。またラファエロは聖ヨセフの顔の影の部分にハッチングを行うことで、老人のしわを描き出している。
帰属についてはしばしばラファエロの真筆性が疑われてきた。特にバーナード・ベレンソンは初期のリストで一部のみラファエロの作品として受け入れていたが、1968年に完全に削除した。一方、エルミタージュ美術館は科学調査で明らかとなった下絵をラファエロの真筆性の証拠としている。

## 来歴
パリのアングレーム公爵が所有していた17世紀以前の来歴は定かではない。伯爵家で特に重要視されることなく保管されていた絵画はこの時代に修復を受けたらしいが、修復者の技量が制作者のそれに及ばなかったため、作品全体を描き直すことになった。そのためラファエロの筆致を画面から確認することはできなくなっていた。この状態の絵画をきわめて低価格で購入したのはブロワという人物で、後代の修復を洗い落とした結果、修復の絵具によって大気の影響から守られていたためにはるかに鮮明な姿で蘇ったという。絵画が美術コレクターとして知られるピエール・クロザのコレクションに入ったのはその後のことである。クロザのコレクションは甥のティエール男爵ルイ・アントワーヌ・クロザが相続したが、1772年にエカチェリーナ2世は男爵から絵画をクロザ・コレクションとともに購入した。1827年、A・ミトロヒンによって支持体がキャンバスに変更されたが、その際に大きなダメージを受けた。

## ギャラリー

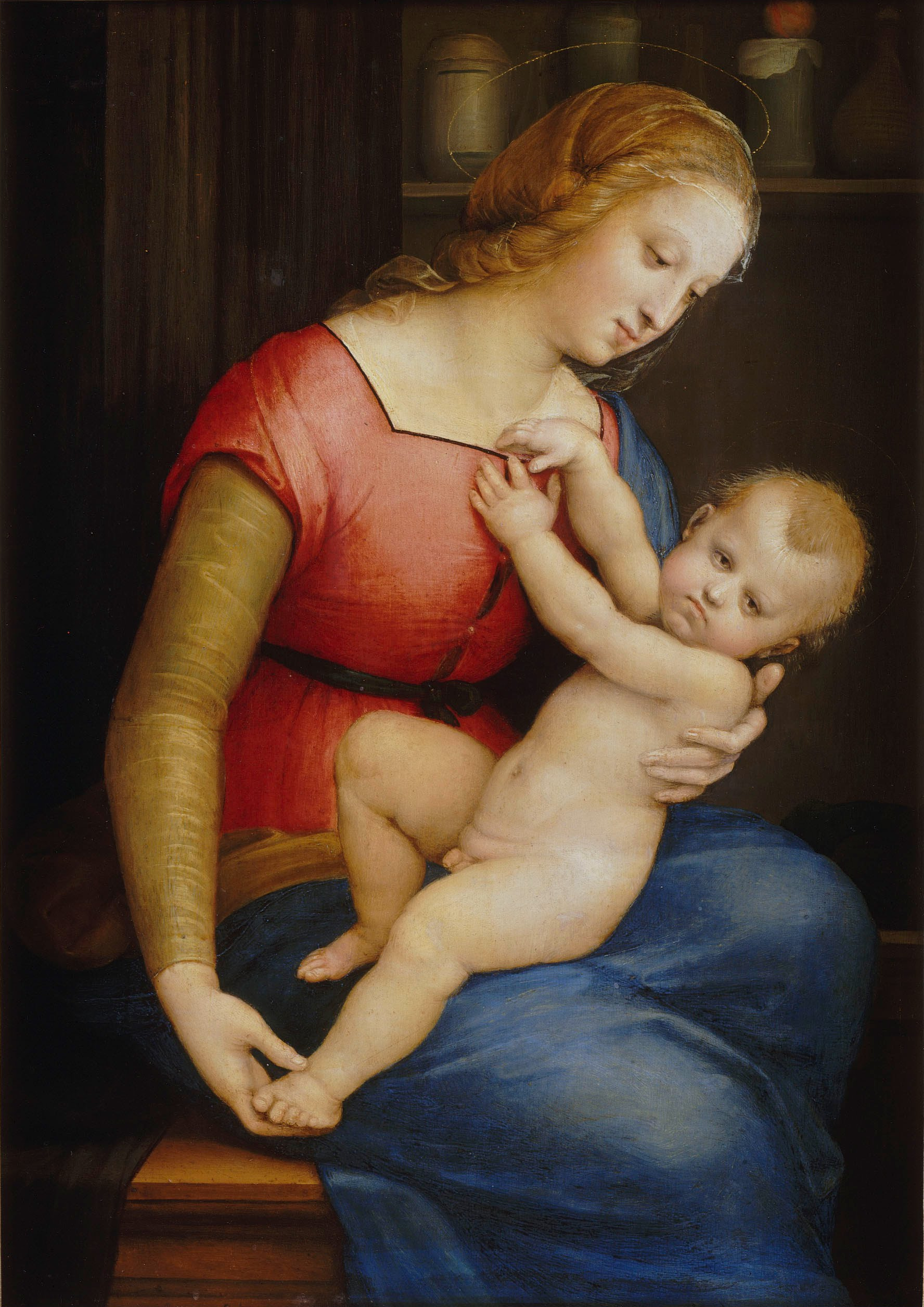
『オルレアンの聖母』1507年頃 コンデ美術館所蔵
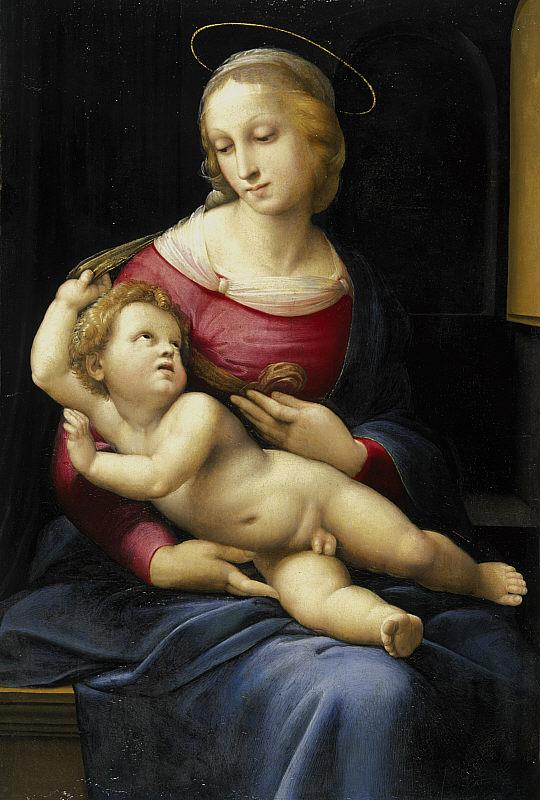
『ブリッジウォーターの聖母』1507年頃 スコットランド国立美術館所蔵
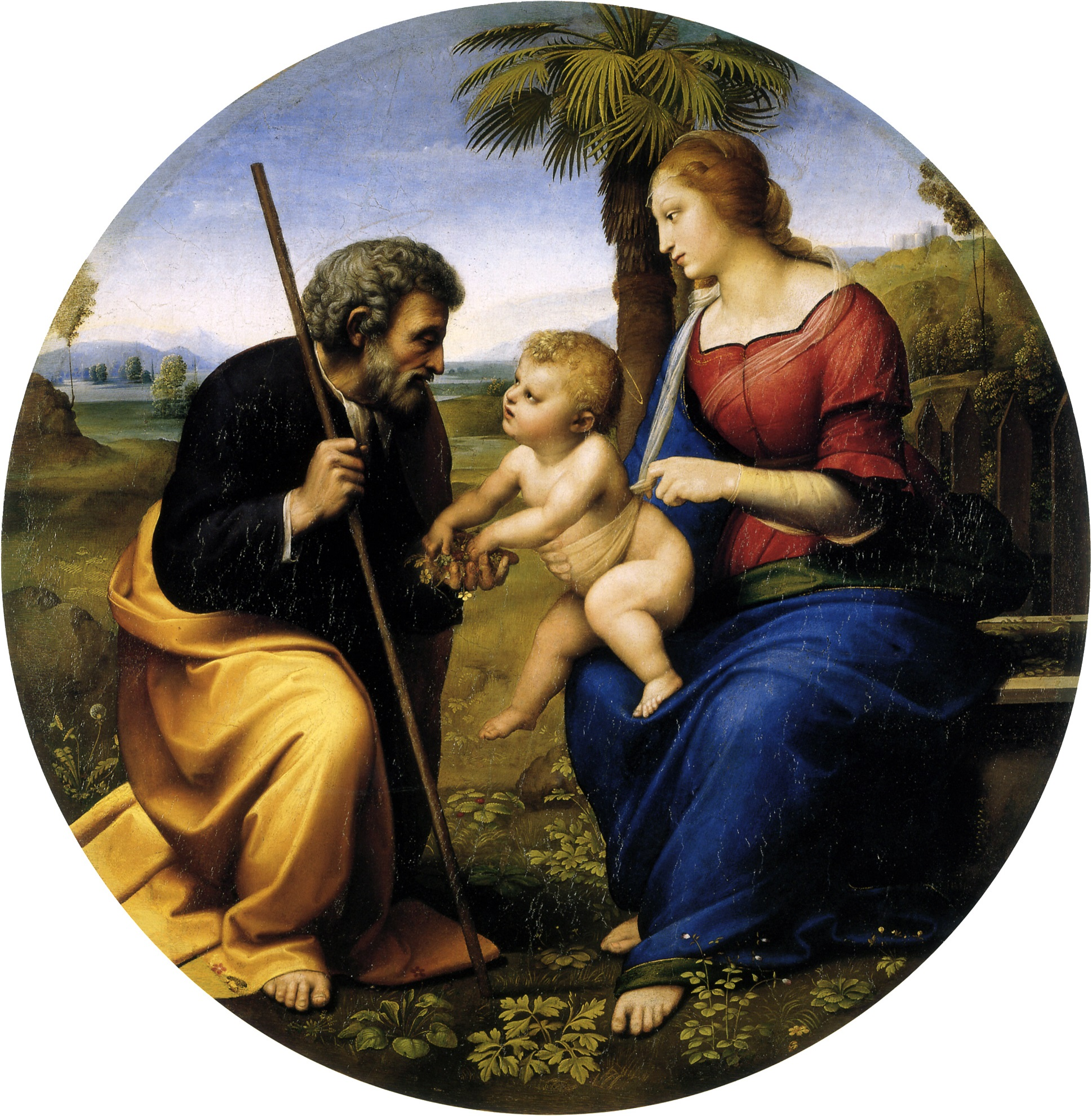
『棗椰子のある聖家族』1506年 スコットランド国立美術館所蔵